# Jicameros de Oluta
Los Jicameros de Oluta fue un equipo de béisbol que participó en la Liga Invernal Veracruzana con sede en Oluta, Veracruz, México.

## Historia
Los Jicameros de Oluta debutaron en la LIV en la Temporada 2012-2013.

### Inicios
Los Jicameros, han participado en otras ligas, y por primera vez formarán parte de la LIV. 

### Actualidad
Toman parte de la actual temporada de la LIV.

## Jugadores

### Roster actual
Salvador Domínguez 
Gabino de la fuentes
Ricardo remigio 
Rolando remigio 
Bernardo sanchez
Uriel sanchez
Jesus Javier Escobar gonzalez
Emmanuel Gregorio cruz Hernández